# Bambalouni
 (janvier 2023).
Si vous disposez d'ouvrages ou d'articles de référence ou si vous connaissez des sites web de qualité traitant du thème abordé ici, merci de compléter l'article en donnant les références utiles à sa vérifiabilité et en les liant à la section « Notes et références ».
Le bambalouni ou bamboloni est un beignet tunisien sucré, présenté sous forme d'anneau, qui se prépare à la maison ou chez les marchands de fast-food.
Il est préparé à base d'une pâte de farine frite dans l'huile.
Le bambalouni se mange saupoudré de sucre, idéalement l'après-midi vers l'heure du goûter. Il peut être accompagné de miel, de confiture ou de certains fruits comme la figue. Il peut être vendu avec un œuf.

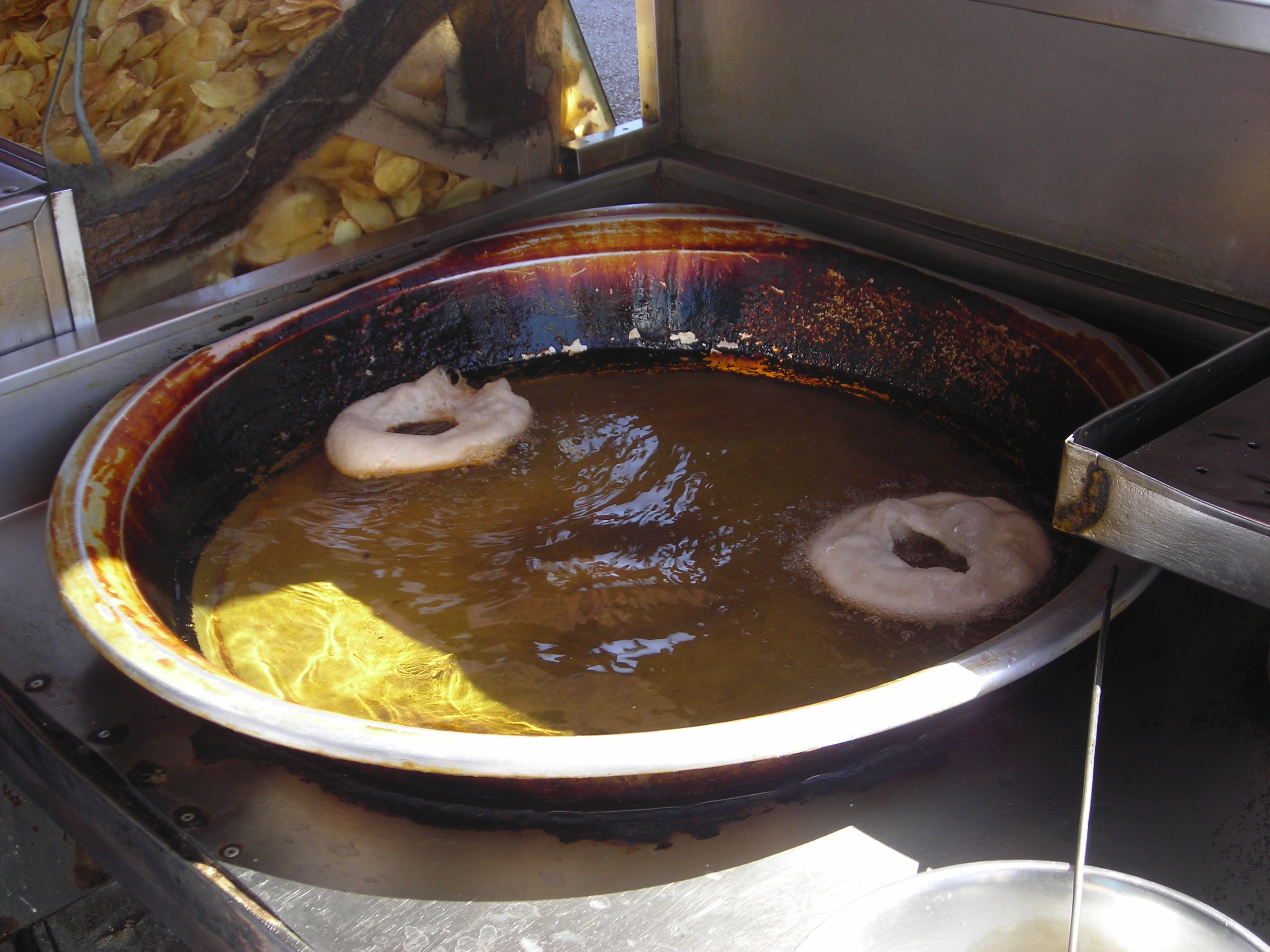
Friture de la pâte.
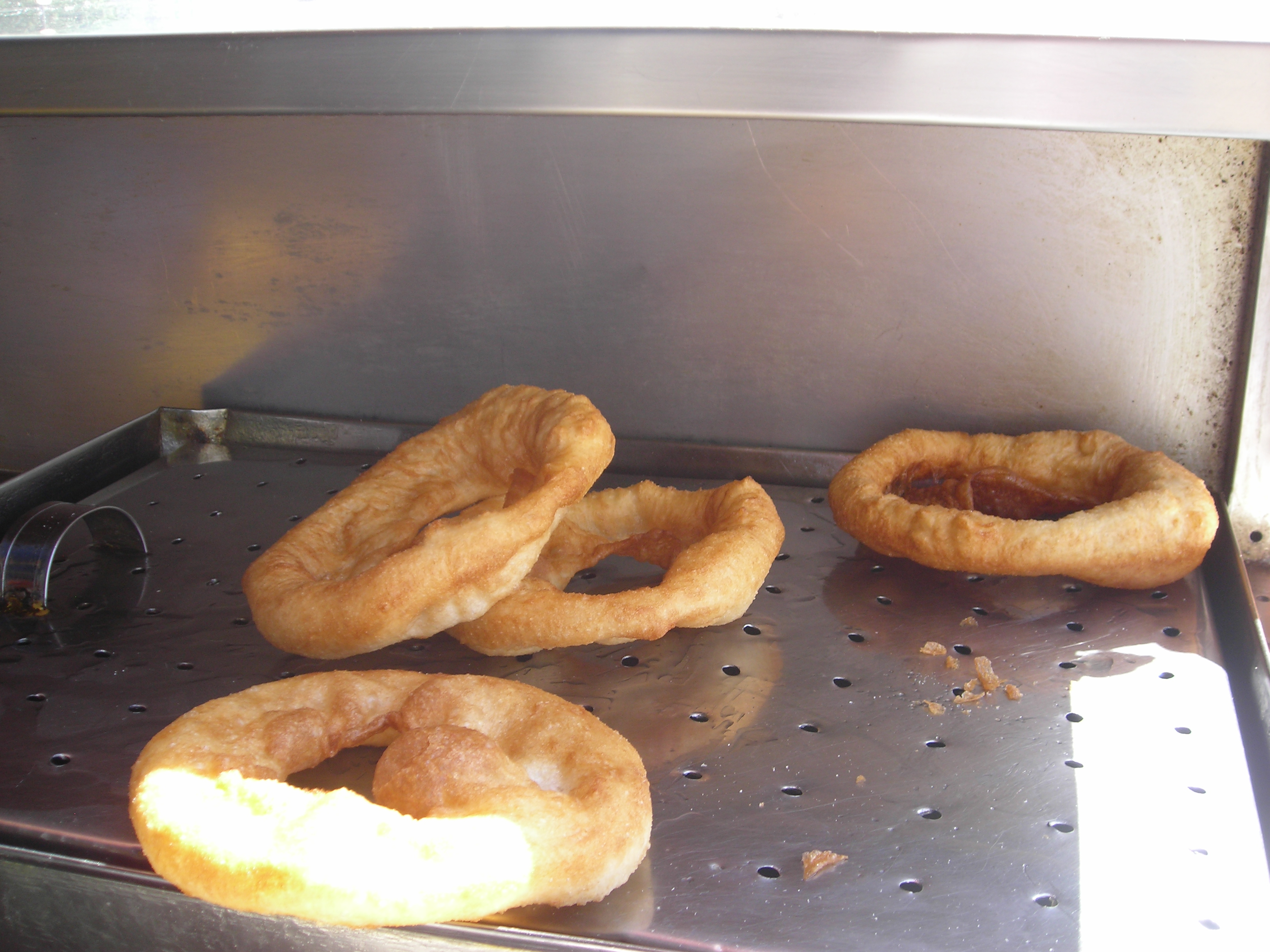
Bambalouni après la friture.
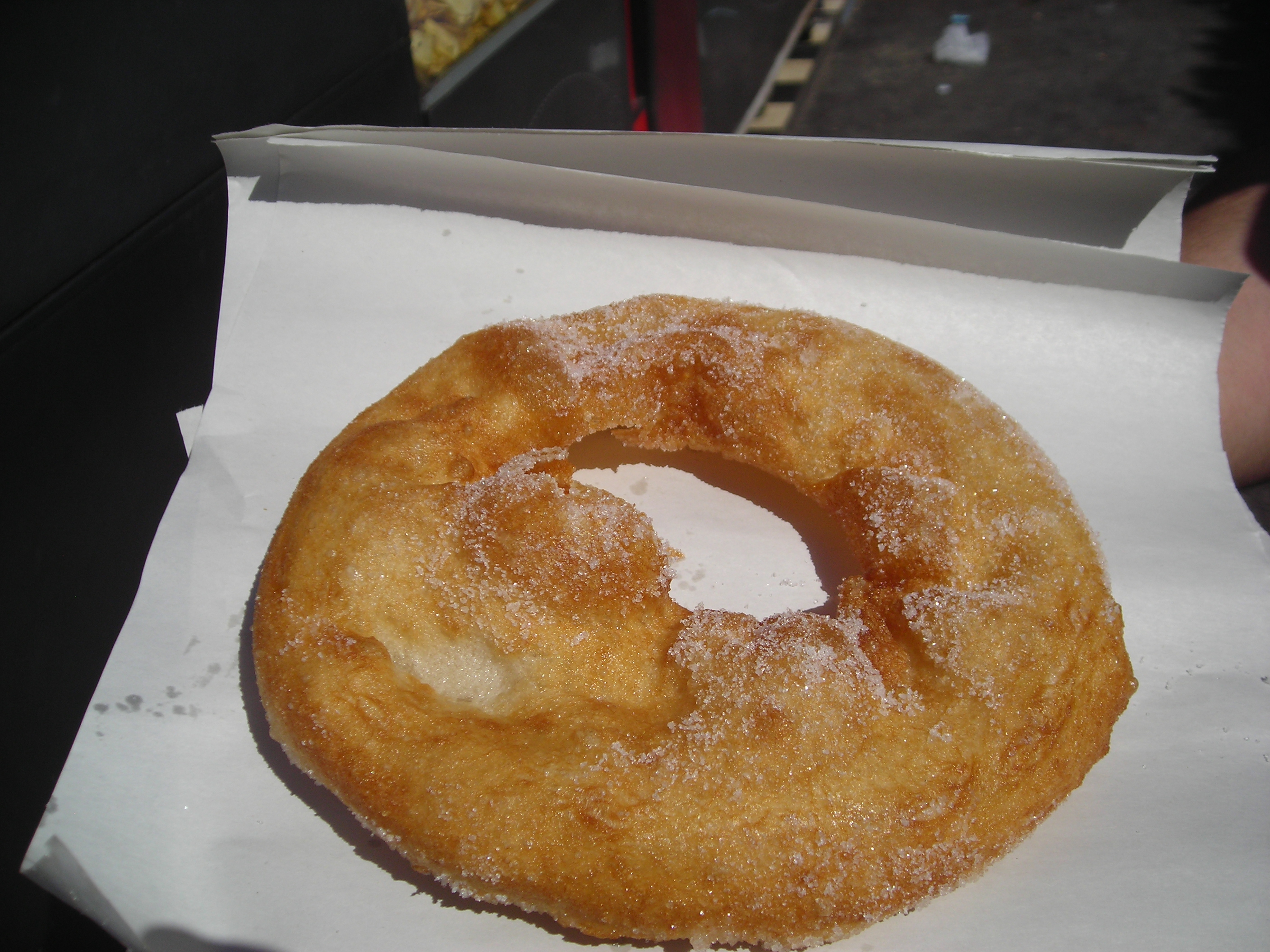
Bambalouni saupoudré de sucre.